# Ingrid Klimke
Ingrid Klimke (Münster, 1 de abril de 1968) es una jinete alemana que compite en la modalidad de concurso completo. Es hija del jinete Reiner Klimke.
Participó en cinco Juegos Olímpicos de Verano, entre los años 2000 y 2016, obteniendo en total tres medallas, oro en Pekín 2008, en la prueba por equipos (junto con Peter Thomsen, Frank Ostholt, Andreas Dibowski y Hinrich Romeike); oro en Londres 2012, por equipos (junto con Peter Thomsen, Dirk Schrade, Sandra Auffahrt y Michael Jung), y plata en Río de Janeiro 2016, por equipos (con Julia Krajewski, Sandra Auffarth y Michael Jung).
Ganó cuatro medallas en el Campeonato Mundial de Concurso Completo entre los años 2006 y 2022, y nueve medallas en el Campeonato Europeo de Concurso Completo entre los años 2005 y 2021.

## Palmarés internacional
| Juegos Olímpicos   | Juegos Olímpicos        | Juegos Olímpicos  | Juegos Olímpicos |
| Año                | Lugar                   | Medalla           | Categoría        |
| ------------------ | ----------------------- | ----------------- | ---------------- |
| 2008               | Hong Kong (China)       | Medalla de oro    | Por equipos      |
| 2012               | Londres (Reino Unido)   | Medalla de oro    | Por equipos      |
| 2016               | Río de Janeiro (Brasil) | Medalla de plata  | Por equipos      |
| Campeonato Mundial |                         |                   |                  |
| Año                | Lugar                   | Medalla           | Categoría        |
| 2006               | Aquisgrán (Alemania)    | Medalla de oro    | Por equipos      |
| 2014               | Caen (Francia)          | Medalla de oro    | Por equipos      |
| 2018               | Tryon (Estados Unidos)  | Medalla de bronce | Individual       |
| 2022               | Herning (Dinamarca)     | Medalla de bronce | Por equipos      |
| Campeonato Europeo |                         |                   |                  |
| Año                | Lugar                   | Medalla           | Categoría        |
| 2005               | Blenheim (Reino Unido)  | Medalla de bronce | Individual       |
| 2011               | Luhmühlen (Alemania)    | Medalla de oro    | Por equipos      |
| 2013               | Malmö (Suecia)          | Medalla de oro    | Por equipos      |
| 2013               | Malmö (Suecia)          | Medalla de plata  | Individual       |
| 2015               | Blair (Reino Unido)     | Medalla de oro    | Por equipos      |
| 2017               | Strzegom (Polonia)      | Medalla de oro    | Individual       |
| 2019               | Luhmühlen (Alemania)    | Medalla de oro    | Individual       |
| 2019               | Luhmühlen (Alemania)    | Medalla de oro    | Por equipos      |
| 2021               | Avenches (Suiza)        | Medalla de plata  | Por equipos      |